# Уруачи (муниципалитет)
Уруачи (исп. Uruachi) — муниципалитет в Мексике, штат Чиуауа, с административным центром в одноимённом посёлке. Численность населения, по данным переписи 2010 года, составила 8200 человек.

## Общие сведения
Название Uruachi с языка тараумара можно перевести как место пальм.
Площадь муниципалитета равна 2659 км², что составляет 1,07 % от общей площади штата, а наивысшая точка — 2639 метров, расположена в поселении Лас-Лагунитас.
Он граничит с другими муниципалитетами штата Чиуауа: на севере с Морисом и Окампо, на востоке с Магуаричи, на юге с Гуасапаресом и Чинипасом, а на западе с другим штатом Мексики — Сонора.

## Учреждение и состав
Муниципалитет был образован в 1826 году, в его состав входит 262 населённых пункта, самые крупные из которых:
| Код INEGI                  | Населённый пункт                                                                | Численность населения (2005 год) | Численность населения (2010 год) |
| -------------------------- | ------------------------------------------------------------------------------- | -------------------------------- | -------------------------------- |
| 066                        | Всего                                                                           | 7934                             | 8200                             |
| 0001                       | Уруачи (исп. Uruachi) 27°52′02″ с. ш. 108°12′57″ з. д. (административный центр) | 806                              | 1199                             |
| 0105                       | Хикаморачи (исп. Jicamorachi) 27°54′50″ с. ш. 108°18′31″ з. д.                  | 240                              | 374                              |
| 0304                       | Гасогачи (исп. Gosogachi) 27°50′55″ с. ш. 108°18′56″ з. д.                      | 316                              | 327                              |
| 0494                       | Калаверас (исп. Calaveras) 27°59′46″ с. ш. 108°10′35″ з. д.                     | 200                              | 285                              |
| 0820                       | Эль-Ребахе (исп. El Rebaje) 28°02′20″ с. ш. 108°56′32″ з. д.                    | 248                              | 235                              |
| 0716                       | Эль-Мансано (исп. El Manzano) 27°44′42″ с. ш. 108°09′33″ з. д.                  | 187                              | 199                              |
| —                          | Прочие                                                                          | 5937                             | 5581                             |
| Названия на карте Генштаба |                                                                                 |                                  |                                  |

## Экономика
По статистическим данным 2000 года, работоспособное население занято по секторам экономики в следующих пропорциях:
- сельское хозяйство и скотоводство — 47,2 %;
- производство и строительство — 24,1 %;
- торговля, сферы услуг и туризма — 23,8 %;
- безработные — 4,9 %.

## Инфраструктура
По статистическим данным 2010 года, инфраструктура развита следующим образом:
- электрификация: 51,8 %;
- водоснабжение: 64,7 %;
- водоотведение: 28,4 %.